# Benedikt Schulz (Abt)
Benedikt Schulz OCist (* 10. Jänner 1735 in Weitra; † 12. August 1797 in Graz) war der letzte Abt des Stifts Neuberg.

## Leben
Benedikt Schulz, geboren 1735 in Weitra in Niederösterreich als Sohn des Stadtrichters, studierte die Humaniora und Philosophie in Wien. 1757 legte er im Stift Neuberg die Profess ab und setzte seine theologischen Studien im Kloster fort. Nach der Priesterweihe war er auf verschiedenen Pfarrstellen eingesetzt, dann Theologieprofessor am Hausstudium und Stiftssekretär, bis er am 30. April 1776 zum Abt gewählt wurde.
Als solcher war es seine Hauptaufgabe, die hohe Verschuldung der Abtei in den Griff zu bekommen. Dazu war er gezwungen, mehrere Stiftsgüter zu verkaufen, wenn auch weit unter Wert. 1781 verkaufte das Stift die Reichenauer Eisenwerke für die Hälfte ihres Wertes an die Innerberger Gewerkschaft. Trotz der angespannten finanziellen Situation konnte Abt Benedikt in der Loretokapelle der Stiftskirche noch einen neuen Rokokoaltar aufstellen lassen.
Nach der Aufhebung des Stiftes durch Kaiser Joseph II. 1786 wurde Abt Benedikt zum k.k. Gubernialrat für geistliche Angelegenheiten bei der Regierung Innerösterreichs in Graz ernannt, wo er – mit dreijähriger Unterbrechung als Rektor des Grazer Generalseminars – bis zu seinem Tod 1797 tätig war.